# Giardini di Augusto
I giardini di Augusto, inizialmente noti col nome di giardini di Krupp, sono un parco cittadino di Capri.

## Storia e descrizione
Furono iniziati da Friedrich Alfred Krupp, l'industriale tedesco dell'acciaio che agli inizi del XX secolo acquistò alcune proprietà sull'isola, con l'intenzione - che poi non si realizzò - di costruirvi una villa. Noti come giardini di Krupp fino al 1918, dopo la prima guerra mondiale furono rinominati giardini d'Augusto dall'amministrazione comunale, in onore del primo imperatore romano.
Costituiscono un vero giardino botanico che ospita vari esemplari della flora dell'isola, con piante ornamentali e non. Alle bellezze botaniche, si associa un panorama molto ampio sulle principali bellezze paesaggistiche di Capri. Da essi, infatti, si può ottenere una panoramica a 180 gradi dell'isola di Capri, con scorci su monte Solaro, sulla baia di Marina Piccola, su via Krupp e sui celebri faraglioni.
Nei giardini è inoltre presente un monumento in onore di Lenin, vissuto a Capri nel 1908 in qualità di ospite dello scrittore russo Maksim Gor'kij. Il monumento si compone di diversi blocchi di marmo sovrapposti, che raggiungono un'altezza di 5 metri; sul maggiore di essi è scolpito il volto di Lenin. Il monumento è stato realizzato nel 1968 dallo scultore Giacomo Manzù, cui l'opera fu commissionata dall'ambasciata sovietica a Roma dopo essere stata approvata dal consiglio comunale.